# Chocolaterie Ethel M

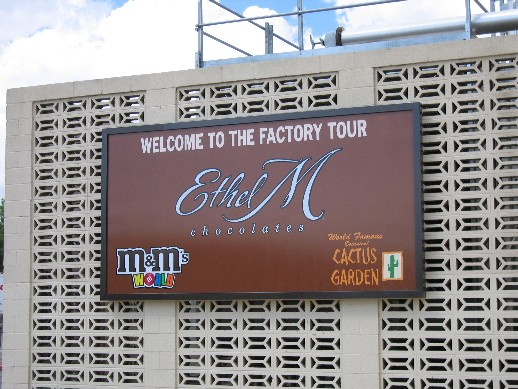

La Chocolaterie Ethel M est située à Henderson dans le Nevada aux États-Unis et est l'usine où sont produits tous les marques et chocolats Ethel M.
Ethel M est la propriété de Mars Incorporated et fut nommée d'après la mère de Forrest Mars. La société distribue ses produits principalement par téléphone et via les ventes Internet bien qu'il existe plusieurs détaillants dans et autour de Las Vegas et Chicago. Dans cette chocolaterie est aussi situé le jardin botanique de cactus Ethel M et une petite section de M&M's World.
En 2007, l'entreprise fit la transition de Ethel M Chocolates vers Ethels Chocolate. La nouvelle marque a désormais une ligne complète de 48 nouveaux chocolats fins tous différents et faits main. Ils sont créés par la maître chocolatier Jin Caldwell.
Fin 2007 l'entreprise répondit à une demande du public pour une ligne classique de chocolats en rendant disponible six variétés de chocolat dans ses détaillants des alentours de Las Vegas mais 16 variétés sont disponibles depuis la chocolaterie.